# لوتشو أوليفيرا
لوتشو أوليفيرا (بالإسبانية: Lucho Olivera)‏ هو فنان قصص مصورة أرجنتيني، ولد في 1943 في كورينتس في الأرجنتين، وتوفي في 11 نوفمبر 2005 في بوينس آيرس في الأرجنتين بسبب سرطان.